# スプレッド取引
スプレッド取引（スプレッドとりひき）とは、金融取引における用語。対象物が同じで異なる市場や限月での金利差や価格差の差額を得る取引を行うこと。また、単にスプレッドと省略して呼ばれる事もある。スプレッド取引にはカレンダースプレッド取引や市場間スプレッド取引がある。